# Carretera de Nebraska 121
La Carretera de Nebraska 121, y abreviada NE 121 (en inglés: Nebraska Highway 121) es una carretera estatal estadounidense ubicada en el estado de Nebraska. La carretera inicia en el Sur desde la Segmento del Sur NE 32  oeste de Madison - Segmento del Medio NE 13  noroeste de Pierce - Segmento del Norte NE 12  oeste de Crofton hacia el Norte en la Segmento del Sur US 275  norte de Battle Creek - Segmento del Medio NE 84  este de Bloomfield - Segmento del Norte US 81  noreste de Crofton. La carretera tiene una longitud de 88,6 km (55.03 mi).

## Mantenimiento
Al igual que las autopistas interestatales, y las rutas federales y el resto de carreteras estatales, la Carretera de Nebraska 121 es administrada y mantenida por el Departamento de Carreteras de Nebraska por sus siglas en inglés NDOR.

## Cruces
La Carretera de Nebraska 121 es atravesada principalmente en el Segmento del Medio por la   US 20  en Osmond.